# Mandelmjölk
Mandelmjölk eller mandeldryck är en mjölkliknande dryck gjord på mandlar. Eftersom mandelmjölk är laktosfritt konsumeras drycken som ett alternativ till vanlig mjölk av laktosintoleranta personer. Drycken är även glutenfri, och ett användbart veganskt livsmedel.

## Produktion
För att tillverka mandelmjölk blötläggs mandlar som därefter skalas och mixas med vatten. I vissa fall smaksätts även mixen med salt eller socker. Efteråt silas vätskan.

## Miljöpåverkan och hälsa
Mandelträd kräver väldigt mycket vatten för att växa. Cirka 80% av alla mandlar producerade i världen odlas i Kalifornien, en delstat som har stora problem med torka och vattenbrist.
År 2025 presenterade danska forskare en ny studie kring tio typer av växtbaserade drycker från olika tillverkare, däribland mandeldryck. Det konstaterades att de växtbaserade dryckerna i allmänhet hade sämre innehåll av protein och essentiella aminosyror än komjölk. Många växtbaserade drycker UHT-behandlas för att döda bakterier och kunna förvaras i rumstemperatur. Då uppstår en maillardreaktion som påverkar näringsvärdet negativt. I mandel- och havredryck bildas även små mängder akrylamid i tillverkningsprocessen. Det är dock inget som utgör några hälsorisker, under förutsättning att man varierar sin kost. Näringsfysiologen Ingrid Larsson vid Sahlgrenska Universitetssjukhuset ansåg vid tidpunkten att det inte fanns några skäl att välja bort komjölk för växtbaserade alternativ enbart ur hälsoaspekt.